# (237) Coelestina
(237) Coelestina est un astéroïde de la ceinture principale découvert par Johann Palisa le 27 juin 1884. Son nom fait référence à l'épouse de l'astronome Theodor von Oppolzer.